# The Lost World (película de 2001)
The Lost World (titulado Mundo perdido en Argentina y El mundo perdido en España) es un telefilme británico dividido en dos partes de 75 minutos cada una, producido por la BBC y emitido por primera por televisión en el Reino Unido en 2001. Al ser comercializadas en formato de DVD, las dos partes fueron unificadas en un único largometraje.
Este telefilme es la adaptación de la novela de Arthur Conan Doyle de mismo título (El mundo perdido, publicada por primera vez en 1912) y narra las aventuras de una expedición de exploradores que viajan hasta una meseta situada en la selva amazónica, entre Brasil y Venezuela, un lugar en el que todavía sobreviven criaturas prehistóricas. El elenco de actores está formado por Bob Hoskins (1942-2014), acompañado por James Fox, Tom Ward, Elaine Cassidy y Matthew Rhys.

## Resumen del libro

### Parte uno
Durante una expedición en la selva amazónica entre las regiones de Brasil y Venezuela, el profesor George Challenger ha descubierto a un pterodáctilo o pteranodon cuando le disparó. De regreso en una conferencia en Londres, Challenger expone sus ideas de que el animal al que le disparó es un dinosaurio auténtico y que existe una meseta de que hay vida prehistórica en ella. Todo su argumento es tomado como una burla, el profesor Leo Summerlee expone que es una ingeniosa broma y para comprobarle de lo que dice es mentira se propone como voluntario para ir a esa meseta en una expedición, igual se proponen el cazador, ambioso y mujeriego John Roxton y el columnista Edwrad Malone. Malone se despide de su novia, Gladys.
En el barco que los lleva hacia las selvas de Brasil, el profesor Challenger muestra un mapa hecho por un español-portugués llamado Padre Mendoz, donde menciona que existe una meseta donde hay criaturas prehistóricas viviendo desde la antigüedad. Ya en las selvas el grupo es esperado por el reverendo Theo Kerr y la joven Agnes Cluny, sobrina del reverendo Kerr. Al seguir sus instintos, Roxton decide coquetearle a la sobrina del reverendo. El equipo reúne a un pequeño grupo de guías indios y se embarcan hacia la meseta, en el viaje se encuentran con una variedad de animales, encuentran objetos que le llaman la atención. Para llegar a la meseta deben atravesar un río muy peligroso; en la travesía todo el grupo de expedición es sorprendido por las aguas del río, los indios se cayeron de sus balsas dejando solo al equipo de investigación en las faldas de la meseta.
Ya encontrada la meseta, el grupo decide subir para ver que hay en la cima pero se encontraron con un problema, había una franja que partía a la montaña, entonces Roxton y Malone cortan un tronco que está cerca haciendo un tipo de puente; pasan Roxton para amarrar una cuerda para que sea más fácil cruzar, así van pasando Malone, Summerlee, Agnes y luego Challenger, pero cuando este último estaba por llegar el reverendo Theo decide tirar el tronco y romper la cuerda, antes de que se cayera el puente Challenger logra pasar, pero el puente había caído al vacío. En la selva, Edward hace 'amigos' con un hypsilophodonte, y el grupo se sorprendió al ver un iguanodonte y a los braquiosaurios. Pero hubo un problema el grupo es atacado por una manada de pteranodones y uno de ellos hiere a Summerlee. Después del ataque Summerlee llama a las bestias Pteranodon summerlensis, ya que él fue quien resultó herido. 
Después del ataque de los pteranodones se refugiaron en el bosque, pero Edward tiene miedo al ver un árbol ya que vio a un mono que parecía humano, una combinación entre el hombre y el mono, pero al ver que ya no estaba no le dieron mucha importancia. En la noche mientras estaban alrededor de una fogata murmuraban lo que iban a ser si se encontraban con un carnosaurio, que Summerlee identificó como un alosaurio.
Llegan a un lago que descubre Malone y le da el nombre de Gladys. Todo el grupo le dijo que eso era muy sentimental excepto Agnes. Edward y Agnes caminaron a lo largo de la playa hasta que vieron al Allosaur de anoche que se sale del bosque para tomar agua del lago, entonces Edward y Agnes empiezan a correr para que no los alcance el Allosaur. En el final del primer episodio, el carnívoro que persigue a nuestros dos amigos a través de las fronteras del bosque hasta donde los tres caen en un hoyo, donde el Allosaurus es asesinado después de haber sido atravesado con dos espigas de madera.

### Parte Dos
Después de hacer su fuga del carnívoro solo para descubrir que Challenger y Summerlee han sido secuestrados por los hombres-mono que Malone vio en aquel árbol en la noche. Los simios los llevan a un recinto cerrado de una cámara de sacrificio, donde los colocan en una gruesa hoja de roca que está cubierto de sangre. El sol brilla a través de una grieta y las bestias ponen en ese lugar la cabeza de Summerlee en una ranura en la placa de roca, a punto de aplastar su cabeza con una piedra grande cuando Roxton y el grupo empezará a dispararles a todos los hombres-mono. Challenger trata de salvar a las criaturas, llamándolas "el eslabón perdido entre el animal y el ser humano", luego el grupo de rescate también salva al hijo de un jefe indio. La tribu reconoce a Challenger como Padre Mendoz - el portugués que regresó de la meseta y trazó un mapa de la zona. Según los indios Mendoz cerró una cueva que era su único camino para salir de la meseta. Los dos grupos cooperan muy bien juntos, con Challenger en la sesión del jefe, Roxton se casara con la hija del patriarca. Sin embargo, la presencia de los hombres monos perturbaba las tribus, pero, con el profesor Challenger de protección, siguen estando seguros de daños y se mantienen en una jaula de madera.
Sin embargo, dos Allosaurus atacan la aldea después de semanas de armonía. Después de haber causando mucha muerte y destrucción, el primer Allosaur es asesinado por Roxton, pero el segundo (más grande) Allosaur mata al jefe. En un acto de bondad, Agnes y Malone libera al conjunto de los hombres-monos para que huyan a la selva. Un mono toma con sus manos el cuchillo que uso Malone para liberarlos y se mantiene su mirada en Roxton. Edward Malone finalmente mata al dinosaurio más grande, pero es un poco tarde para salvar el jefe y varios de los indios. Es críticamente herido el jefe, y muere en los brazos de su hijo, que culpa al grupo de expedición. Durante el ataque de los carnívoros, Summerlee da golpes y usa un poco de dinamita para tirar los escombros que estaban bloqueando su única vía de escape, y después del hijo del jefe asume el mando, los forasteros (es decir el grupo de investigación) huyen pero Roxton regresa por Muree (la hija del patriarca) y Challenger regresa por el huevo del pteranodon que robo en un nido. Antes de huir el simio salta hiriendo a Roxton con el cuchillo en torso y este hombre-mono es asesinado por Agnes, viendo que Roxton ya no pueda seguir le dice a Malone que le diga a los demás que sigan que él los detiene junto con Muree. Roxton saca su revólver y dispara al aire para espantarlos muriendo en la roca que se quedó a lado de Muree que estaba llorando y el nuevo jefe decide dejar a los forasteros en paz. El grupo sigue a Summerlee que ya había encontrado la salida, al salir se encuentran con el reverendo Theo pero este por proteger el secreto de meseta decide usar su revólver para matar a Challenger y a su equipo, incluyendo a su sobrina, pero en una pelea con Leo Summerlee el reverendo acaba disparándose a sí mismo en el pecho. Entierran al reverendo en las afueras de la cueva y esperan a Roxton pero al ver que no salía lo dieron por muerto.
El equipo llega a Londres donde tienen una conferencia para mostrar la evidencia de la meseta. Malone va a ver a Gladys para decirle que se había enamorado de otra mujer, pero Gladys se casó en su ausencia, entonces con toda la libertad Edward se propone a declarar su amor a Agnes. Durante la exposición de evidencia Challenger expone al pequeño pteranodon summerlensis a la comunidad aunque la prensa toma fotos, el pequeño dinosaurio escapa volando hacia el mar. Entonces el salón de exposición se empieza a quejar de no ver bien al ave, Challenger empieza a pelear pero es tranquilizado por Summerlee y Malone diciendo si eso es lo que quería el reverendo, y aún más este Roxton y es cuando empieza a recordar todas las aventuras que tuvo en la meseta y se deja criticar como farsante y declaran a esa ave como un buitre amazónico. Malone es acusado de difundir falsas ideas y al profesor Leo y Agnes los declaran también como farsantes. En la sala principal del museo se despiden, el profesor Leo Summerlee se va a retirar para vivir en paz con su familia, el profesor George Challenger dice que va abrir un museo y que va a iniciar una expedición para encontrar la Atlántida e invita a Malone y Agnes a esa expedición. Edward Malone le declara su amor a Agnes Cluny, diciendo que si y van preparando todo para su boda. Se ve al pequeño pteranodon volando a casa y se dice que el grupo decidió guardar secreto de la meseta para no poner en peligro a sus habitantes, también se recordó a los caídos pero en especial a Roxton, se dice que no se sabe conocimiento de que sobrevivió o murió. La segunda parte y el final de la película muestra un dibuja de un hombre con un rifle defendiendo a la aldea, y Roxton sigue vivo y está casado con Muree.

## Personajes
- Profesor George Challenger (Bob Hoskins): Líder de la expedición a la meseta sudamericana, es algo basto, pero buena persona; al final abre un museo.
- Profesor Leo Summerlee (James Fox): Es el científico del grupo, es noble, sarcástico y el más realista; después de la expedición decide retirarse.
- Agnes Cluny (Elaine Cassidy): Es la sobrina del reverendo Theo Kerr, se enamora de Malone con quien inicia una relación.
- John Roxton (Tom Ward): Es un aventurero, ambicioso pero noble, es el protector del grupo, se enamora de Muree, en la escapada de la meseta es apuñalado por un hombre simio quedándose en la meseta. Al final se casa con Muree.
- Edward Malone (Matthew Rhys): Es un reportero estadounidense que se une al ser convencido por Challenger, se enamora de Agnes, al final se queda con Agnes e inicia una relación con ella.
- Muree: Es una indígena que vive en la meseta, se enamora de Roxton, con quien se casa al final de la película.

## Dinosaurios
- Allosaurus
- Entelodonte
- Hypsilophodon
- Pteranodon summerlensis
- Brachiosaurus
- Iguanodon
- Diplodocus
- Hombre mono (nombrado por Challenger como Pitecanthropus Summerleencis, haciendo referencia al Profesor Leo Summerlee).

- Datos: Q1219739